# Villa Sara
Villa Sara és una localitat de l'Uruguai, ubicada al sud del departament de Treinta y Tres. Forma part de l'àrea metropolitana de la ciutat de Treinta y Tres, amb un nucli poblacional de 9.860 habitants, segons dades del cens del 2004.
Es troba a 36 metres sobre el nivell del mar. El 14 d'agost de 2009, Villa Sara fou elevada de la categoria de "centre poblat" a la categoria de "poble".
| 1963 | 1975 | 1985 | 1996 | 2004    |
| ---- | ---- | ---- | ---- | ------- |
| 535  | 635  | 635  | 972  | {{{5}}} |